# Scuticaria
Genre
Scuticaria est un genre de murènes de la famille des Muraenidae.

## Liste d'espèces
Selon World Register of Marine Species (30 septembre 2015) et FishBase (30 septembre 2015)  :
- Scuticaria okinawae (Jordan & Snyder, 1901)
- Scuticaria tigrina (Lesson, 1828), Murène tigre[4]